# 第二次古賽爾戰鬥
第二次古赛尔战斗是发生于2013年5月19日至6月5日期间的战斗，为四月开始的古赛尔战役的一部分。叙利亚政府军与真主党联手向古赛尔及附近一带进攻，目标是攻占古赛尔附近被叙利亚反对派占领的所有村庄，使古赛尔逐渐陷入包围，并最终攻占古赛尔市。该地区是霍姆斯战役中反对派重要的补给运输路线。同样，对于叙利亚政府来说，该地区连接了大马士革和叙利亚沿海地区（阿萨德一方支持者的重要据点）。所以该地区具有很重要的战略地位。
在进攻之前，叙利亚空军在城市上空空投传单警告政府军即将进攻该市。这一举措使得数以千计的居民逃离该市，但仍有25000名居民选择留在该地。叙利亚自由军的一名指挥官Salim Idris警告如果叙政府军和真主党攻占该城，将会有一场“大屠杀”发生。
在战役的最后几天，真主党武装和反对派达成了一项撤离计划，在计划中平民与反政府武装可以从一个狭窄的通道撤离该市，并且不会受到攻击。6月5日，在战斗打响2周后，在反对派最后一些部队撤离该市后，叙政府军和真主党重新夺回了该市。

## 國際反應
- 伊朗 - 官方聲明指出，伊朗政府對政府軍攻陷古賽爾表達恭賀之意。[26]